# Fénis
Fénis es un municipio italiano de 1.792 habitantes que se encuentra ubicado en el Valle de Aosta.

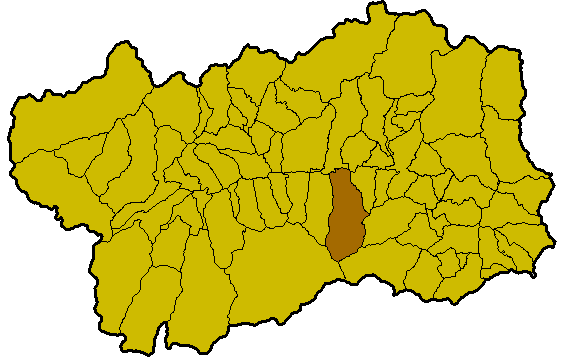
Ubicación del municipio de Fenis en el Valle de Aosta.

## Evolución demográfica
| Gráfica de evolución demográfica de Fénis entre 1861 y 2001 |
|                                                             |
| Fuente ISTAT - elaboración gráfica de Wikipedia             |

## Galería fotográfica

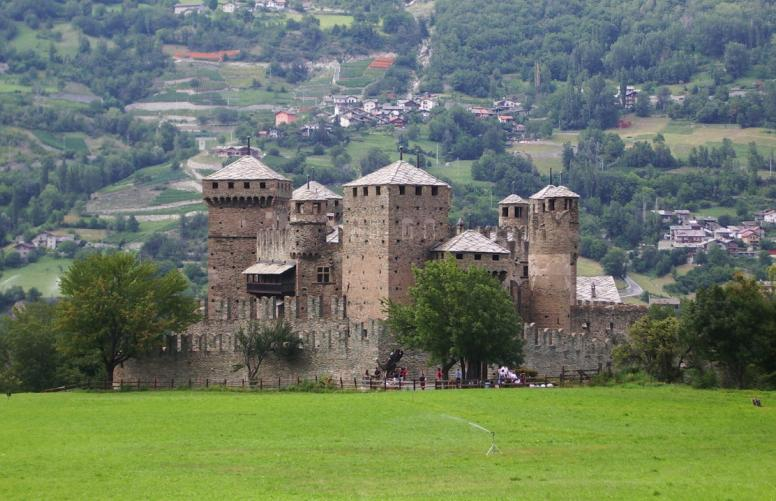
Panorama del castillo de Fénis
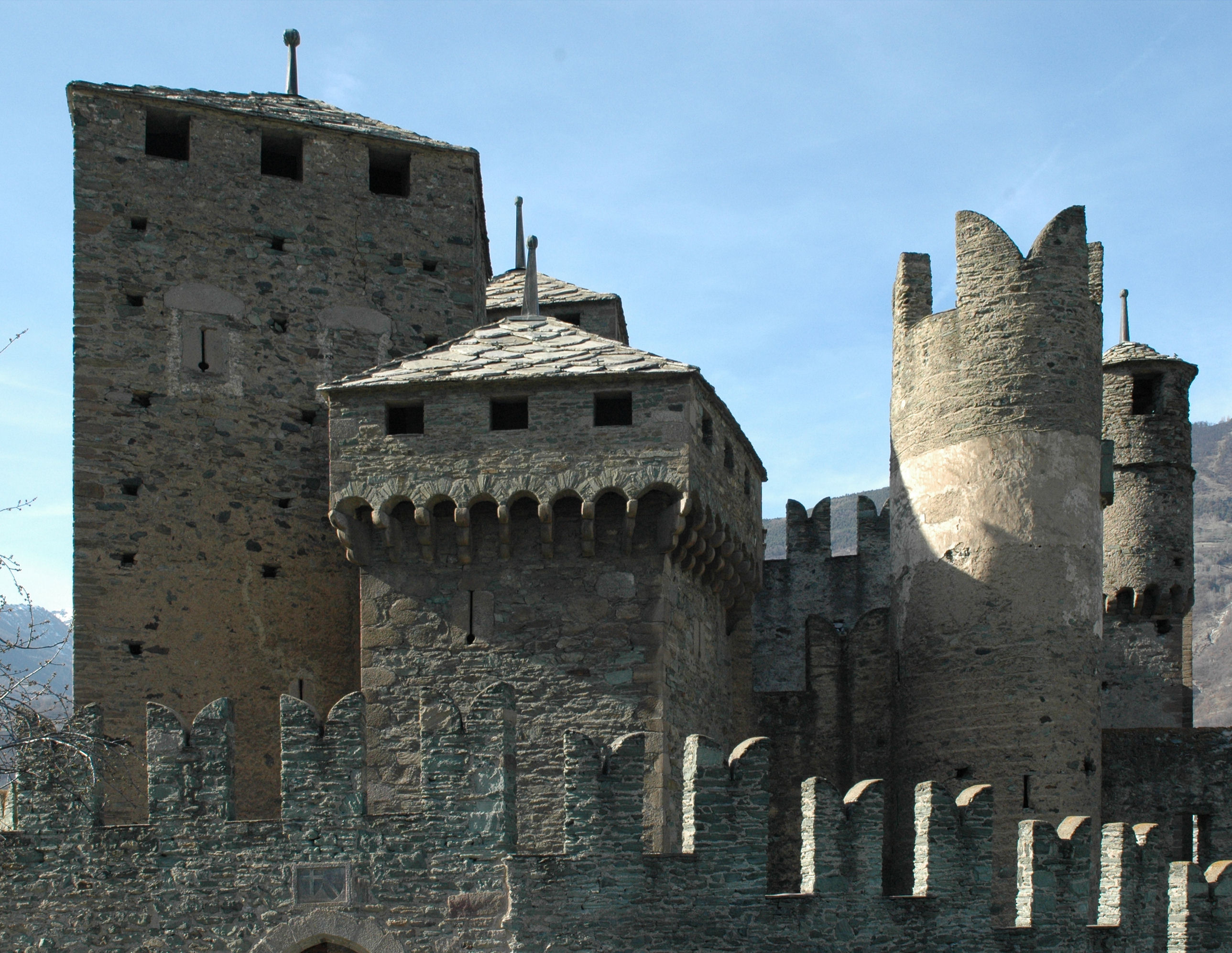
El castillo de Fénis

## Geografía
El pueblo de Fénis se sitúa en el principal valle de la región. Sin embargo, la mayoría de su territorio se halla en un valle lateral, cuyo nombre es val Clavalité, un valle selvaje cubierto de bosques, y en el cercano valle de Saint-Julien. El val Clavalité conserva una selva de 2.236 hectaréas, que cubre el 32,7% del territorio del municipio.

## Lugares de interés
Fénis es muy famosa por su castillo, unos de los más importantes de Valle de Aosta por su extraordinaria arquitectura. El castillo es una de las principales atracciones turísticas del Valle.

## Transportes

### Aeropuerto
El aeropuerto más cercano es el de Turín.

### Conexiones viales
La conexión vial principal es la autopista A5 Turín-Aosta y tiene una salida en Nus. De Nus a Fénis hay que tomar la autovía SR 13.

### Conexiones ferroviarias
La estación de ferrocarril más cercana es la de Nus, en la línea Turín-Aosta. Está a unos dos km del centro de Fénis.

### Transportes urbanos
Hay un servicio de buses de la compañía SAVDA que une Fénis a la capital Aosta.